# Grabówka (rejon kałuski)
 Grabówka (ukr. Грабівка) – wieś na Ukrainie, w  obwodzie iwanofrankiwskim, w rejonie kałuskim.